# بيتر لي (مهندس، مواليد 1960)
بيتر لي (بالإنجليزية: Peter Lee)‏ هو مهندس وعالم حاسوب أمريكي، ولد في 30 نوفمبر 1960.